# Biars-sur-Cère

Biars-sur-Cère este o comună în departamentul Lot din sudul Franței. În 2009 avea o populație de 1.925 de locuitori.

## Evoluția populației
| An        | 1975  | 1982  | 1990  | 1999  | 2006  | 2009  |
| --------- | ----- | ----- | ----- | ----- | ----- | ----- |
| Populație | 1.758 | 1.954 | 2.023 | 1.983 | 1.988 | 1.925 |